# Priloage
Priloage – wieś w Rumunii, w okręgu Vâlcea, w gminie Câineni. W 2011 roku liczyła 142 mieszkańców.